# Leiobunum mexicanum
Leiobunum mexicanum is een hooiwagen uit de familie Sclerosomatidae.